# Hoodtape Volume 1
Hoodtape Volume 1 ist eine Veröffentlichung des Rappers Kollegah, die am 14. August 2010 als Teil einer limitierten Steelbox über das Düsseldorfer Label Selfmade Records erschien. Das Backcover der Steelbox zeigt ein Gemälde von Kollegah.

## Vermarktung und Veröffentlichung
Kollegah und Selfmade Records kündigten die Veröffentlichung von Hoodtape Volume 1 in der ersten Juli-Hälfte 2010 an. Als Gratis-Lieder wurden der Titel Monte Carlo Kokasession sowie die Online-Single Meine Lady / Für immer Player veröffentlicht. Zudem stellte Selfmade Records eine fünfteilige Serie, in der der Aufenthalt Kollegahs in New York dokumentiert wird, ins Internet. Das Hoodtape Volume 1 erschien am 14. August in einer Steelbox, die, neben dem neuen Tonträger, die sogenannte „Zuhältertape-Trilogie“, bestehend aus den Alben Zuhältertape (X-Mas Edition), Boss der Bosse und Zuhältertape Volume 3, ein Textbuch mit den Songtexten der Zuhältertapes und ein Kollegah-Kondom enthält. Die Steelbox wurde direkt über den Online-Shop des Labels vertrieben und auf eine Stückzahl von 1111 Exemplaren limitiert. Elf Boxen wurden originale Textblätter des Rappers beigelegt. Nach dem Vorverkaufsstart am 14. Juli 2010 wurde die Veröffentlichung laut Label-Angaben innerhalb von drei Tagen ausverkauft.
Am 18. Dezember 2010 wurde Hoodtape Volume 1 X-Mas Edition veröffentlicht, eine Wiederveröffentlichung von Hoodtape Volume 1, auf der zusätzlich einige neue Lieder enthalten sind und der eine DVD beiliegt.

## Titelliste

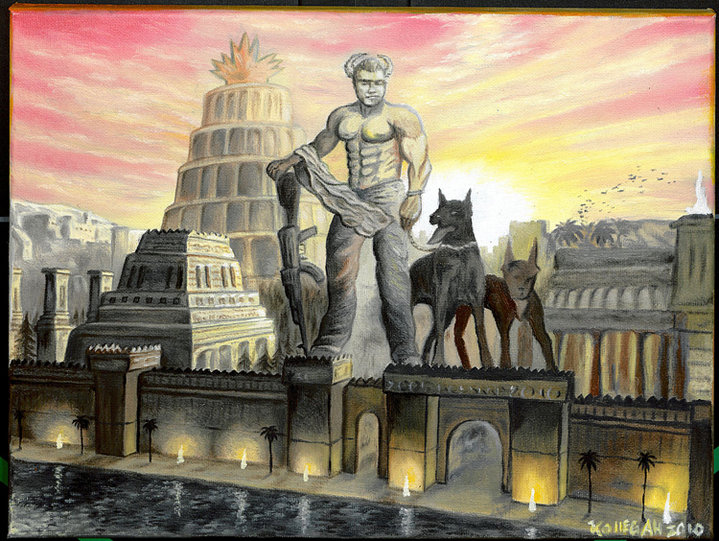
Das von Kollegah gemalte Backcover

| #   | Titel                             | Produzent       | Länge |
| --- | --------------------------------- | --------------- | ----- |
| 1.  | Intro                             | Chrizmatic      | 1:39  |
| 2.  | Fanboy                            | Chrizmatic      | 1:49  |
| 3.  | Nachmittag                        | KD Beatz        | 1:14  |
| 4.  | Kokshändlerbusiness               | Chrizmatic      | 1:26  |
| 5.  | Hotelsuite                        | Chrizmatic      | 3:14  |
| 6.  | Monte Carlo Kokasession           | Vizir           | 2:02  |
| 7.  | Vorbei                            | Chrizmatic      | 1:20  |
| 8.  | 2010 Bonnie und Clyde             | Chrizmatic      | 1:37  |
| 9.  | Sexxx                             | Chrizmatic      | 1:22  |
| 10. | Frank Miller                      | Chrizmatic      | 2:11  |
| 11. | Überfall                          | Rizbo           | 1:35  |
| 12. | Ostblocknutten (feat. Haftbefehl) | KD Beatz        | 2:39  |
| 13. | Putzfrau                          | Chrizmatic      | 1:06  |
| 14. | Hagelkörner                       | Freshmaker      | 3:19  |
| 15. | Drogenfachchinesisch              | B-Case          | 1:02  |
| 16. | Briatore                          | SixJune & Yoshi | 1:10  |
| 17. | Ridermusic                        | SixJune & Yoshi | 2:26  |
| 18. | Meine Lady                        | Vizir           | 2:00  |
| 19. | Für immer Player                  | Chrizmatic      | 2:09  |
| 20. | Powerschwanz                      | Chrizmatic      | 1:45  |
| 21. | Überfall 2                        | Chrizmatic      | 1:04  |
| 22. | 44er Bizeps                       | Chrizmatic      | 1:10  |
| 23. | Testomusic                        | SixJune & Yoshi | 2:38  |
| 24. | Sohnemann                         | DJ Fukktvollab  | 2:24  |
| 25. | Taj Mahal Kokasession             | Rizbo           | 4:13  |

## Produktion
Anders als man es bei einem Mixtape vermuten könnte, wurden für das Tape alle Beats exklusiv produziert. Als Hauptproduzent ist hier Chrizmatic zuständig gewesen, welcher die Beats der Lieder Intro, Fanboy, Kokshändlerbusiness, Hotelsuite, Vorbei, 2010 Bonnie und Clyde, Sexxx, Frank Miller, Putzfrau, Für immer Player, Powerschwanz, Überfall 2 und 44er Bizeps produzierte. Selfmade Records Hausproduzent Rizbo, welcher in der Vergangenheit bereits an jeder Kollegah-Veröffentlichung beteiligt gewesen war, leistete die musikalische Untermalung der Stücke Überfall und Taj Mahal Kokasession. Ebenfalls zwei Beats wurden von Vizirbeats produziert, welcher in der Vergangenheit bisher schon öfter Produktionen für Kollegah und Favorite ablieferte. Bei diesen Titeln handelt es sich um Monte Carlo Kokasession und Meine Lady. Des Weiteren wurde das Lied Drogenfachchinesisch von B-Case produziert, welcher bereits auf dem dritten Teil der Zuhältertape-Reihe einen Großteil der Titel produziert hatte. Ebenfalls ein Stück konnten sowohl Freshmaker, welcher Hagelkörner produzierte, als auch DJ Fukktvollab, dem der Titel Sohnemann zuzuordnen ist, welcher ein Sample des Lieds More Or Less des Rappers Shyne enthält, beisteuern. Weitere Unterstützung bei der Produktion des Hoodtapes erhielt Kollegah von dem Produzentenduo SixJune & Yoshi Noize. Sie waren für die musikalische Untermalung der Lieder Briatore, Ridermusic und Testomusic zuständig. Der von Haftbefehl unterstützte Titel Ostblocknutten und der Song Nachmittag wurden außerdem von KD-Beatz produziert.

## Kritik
Die Redaktion der Internetseite Rap.de veröffentlichte eine Rezension zur Veröffentlichung, in der Hoodtape Volume 1 als „richtig gutes Mixtape“ bezeichnet wird. Kollegahs Metaphern seien erstklassig und die Texte, die zunächst langweilig wirken, entfalten nach mehrmaligem Hören ihren Humor. Die Produktionen der Lieder seien dagegen „08/15 Beats“, was jedoch dazu führt, dass der Fokus auf den Raps liege. In dieser Hinsicht habe sich Kollegah weiterentwickelt und orientiere sich stilistisch mittlerweile stärker am Storytelling-Rap. Mit Vorbei hat Kollegah lediglich einen Titel auf dem Album, der inhaltlich „scheinbar autobiographisch“ angelegt sei. Unterschiedliche Wertungen erhalten die Hooklines: Während auf Meine Lady der ekligste Refrain, den der Rapper bisher aufgenommen hat, zu hören sei, sei auf Ridermusic die beste Hookline Kollegahs. Der einzige vertretene Gastrapper Haftbefehl liefere zudem eine verstörend schlechte Strophe ab.
Eine weitere Rezension erschien auf der Internetseite MeinRap.de. Nach Meinung der Seite habe sich Kollegah thematisch nicht weiterentwickelt, dafür aber seine „Song-Struktur“ verändert und präsentiere die Lieder im Storytelling-Stil. Die Beats werden als äußerst vielseitig („elektronisch, rockig oder laid-back mit Oldschool-Flavour“) positiv gewertet. Neben seinen Liedtexten zeige Kollegah „Entertainer-Qualitäten“ in den Überleitungen zwischen den Liedern, in denen der Rapper verschiedene Alltagssituationen der Kunstfigur Kollegah, wie etwa die Polizei, die bei ihm anklopft, ein Gespräch mit der Freundin oder das Auftreten eines nervigen Fans, schildert und dabei mit verstellter Stimme die verschiedenen Rollen einnimmt. Zusammenfassend stelle Hoodtape Volume 1 den „viel versprechenden Grundstein für eine weitere Mixtape-Reihe“ dar.
Die Internetseite Rapspot.de vergab drei von möglichen fünf Bewertungspunkten an das Mixtape. Kollegah greife auf Hoodtape Volume 1 die Machart der Hoodtales seiner vorherigen Veröffentlichung Zuhältertape Volume 3 auf. Aus Sicht der Seite lasse sich kein Lied hervorheben, es falle jedoch auch kein Titel unter das „gewohnte Kollegah-Niveau“. Zusammenfassend könne das Mixtape nicht mit den Alben oder den Zuhältertapes des Rappers mithalten. Es erfülle jedoch den Zweck als zeitweiliger Vertreib bis zu Kollegahs nächster regulären Album-Veröffentlichung.